# Laviai Nielsen
Laviai Nielsen, född 13 mars 1996 i London, är en brittisk friidrottare med specialisering på 400 meter. Hennes tvillingsyster Lina Nielsen är också friidrottare.

## Karriär
Laviai Nielsen ingick i det brittiska stafettlaget på 4x400 meter som tog brons vid OS 2024 och även i det brittiska mixade stafettlag som också tog brons vid OS 2024. Hon har även två VM-silver och två VM-brons i den långa stafetten.